# رحمان مقدم
رحمان مقدم (زاده ۱۷ مرداد ۱۳۱۴ در قائم‌شهر) بازیگر اهل ایران است.

## بازیگر
- اشک نرگس (۱۳۹۴)
- انتخاب موفق (۱۳۹۳)
- ۵۷۸ روز انتظار (۱۳۹۰)
- دردسر بزرگ (۱۳۸۹)
- کلاغ پر (۱۳۸۶)
- ساقی (۱۳۸۰)
- بازیگر (۱۳۷۸)
- معصوم (۱۳۷۷)
- تابلویی برای عشق (۱۳۷۶)
- زخمی (۱۳۷۶)
- کلید ازدواج (۱۳۷۶)
- جوانمرد (۱۳۷۵)
- اعاده امنیت (۱۳۷۴)
- فاتح (۱۳۷۴)
- تحفه هند (۱۳۷۳)
- خلع سلاح (۱۳۷۳)
- در کمال خونسردی (۱۳۷۳)
- رؤیای نیمه‌شب تابستان (۱۳۷۳)
- کاکادو (۱۳۷۳)
- کیمیا (۱۳۷۳)
- می‌خواهم زنده بمانم (۱۳۷۳)
- آن‌ها هیچ‌کس را دوست ندارند (۱۳۷۲)
- آبادانی‌ها (۱۳۷۱)
- دو روی سکه (۱۳۷۱)
- رابطه پنهانی (۱۳۷۱)
- عیالوار (۱۳۷۱)
- مجسمه (۱۳۷۱)
- جیب‌برها به بهشت نمی‌روند (۱۳۷۰)
- دو نفر و نصفی (۱۳۷۰)
- دو نیمه سیب (۱۳۷۰)
- دیدار در استانبول (۱۳۷۰)
- مسافران (۱۳۷۰)
- دو فیلم با یک بلیت (۱۳۶۹)
- بچه‌های طلاق (۱۳۶۸)
- دستمزد (۱۳۶۸)
- دلار (۱۳۶۷)
- سازمان ۴ (۱۳۶۶)
- شاید وقتی دیگر (۱۳۶۶)
- غریبه (۱۳۶۶)
- اجاره‌نشین‌ها (۱۳۶۵)
- گال (۱۳۶۵)
- تیغ و ابریشم (۱۳۶۴)
- جستجو در شهر (۱۳۶۴)
- سامان (۱۳۶۴)
- شب‌شکن (۱۳۶۳)
- مزدوران (۱۳۶۳)
- یک روز گرم (۱۳۶۳)
- کمال الملک (۱۳۶۲)

### تلویزیونی
- کارآگاه علوی(۱۳۷۴، حسن هدایت، شبکه ۲)
- دبیرستان خضراء (۱۳۷۵-۱۳۷۴ اکبر خواجویی) شبکه ۲
- تعطیلات نوروزی (مجموعه تلویزیونی) (۱۳۷۰ خسرو ملکان) نوروز ۱۳۷۱ از شبکه ۱
- بازگشت به خانه (مجموعه تلویزیونی) (۱۳۷۶-۱۳۷۵ مسعود نوابی) شبکه ۱
- در چشم باد (۱۳۸۸، مسعود جعفری جوزانی) شبکه ۱
- خانه در آتش (مجموعه تلویزیونی) (۱۳۷۳ علی نقی‌لو) شبکه ۱
- هدف گم‌شده (مجموعه تلویزیونی) (۱۳۷۳ یوسف سیدمهدوی) شبکه ۱
- محاکمه (مجموعه تلویزیونی) (۱۳۷۷ حسن هدایت) شبکه ۱
- گم‌شده (۱۳۷۷ مسعود نوابی) شبکه ۱
- این گروه پلیس (۱۳۷۹–۱۳۷۸ علی قوی‌تن) شبکه تهران
- خبرنامه (مجموعه تلویزیونی (۱۳۶۵  منصور تهرانی)
- بازی با مرگ (۷۷-۱۳۷۴ حمید تمجیدی) شبکه ۲
- پدرسالار (۱۳۷۴ اکبر خواجویی)
- سوءظن (مجموعه تلویزیویی) (۱۳۷۴ عبدالرضا اکبری) شبکه ۱
- درد پنهان (۱۳۷۴) شبکه یک
- روزهای برفی (مجموعه تلویزیونی) (۱۳۷۰ مجید جوانمرد) شبکه 2
- همراهان (مجموعه تلویزیونی) (۱۳۶۹  جهانگیر جهانگیری)
- جستجو (مجموعه تلویزیونی) (۱۳۶۷ محمدرضا ممجّد)
- مهر سکوت (۱۳۷۴ شهریار بدیعی)
- شیطان در خانه (۱۳۷۲ محمدرضا زهتابی) شبکه 1